# كلنكوة قرميدية
كلنكوة قرميدية (الاسم العلمي:Kalanchoe lateritia) هي نوع من النباتات تتبع جنس الكلنكوة من الفصيلة الكرسولية.